# Niemieckie zdobyczne pistolety maszynowe w okresie II wojny światowej
Niemieckie zdobyczne pistolety maszynowe w okresie II wojny światowej – pistolety maszynowe zdobyte, a następnie użytkowane przez Wehrmacht na frontach II wojny światowej w latach 1939–1945.
| Zdjęcie                          | Nazwa     | Producent                             | Nabój                | Państwo        |
| -------------------------------- | --------- | ------------------------------------- | -------------------- | -------------- |
| Pistolet maszynowy MP 34         | MP 34(ö)  | Steyr-Werke                           | 9 × 19 mm Parabellum | Austria        |
| Pistolet maszynowy ZK-383        | ZK-383    | Zbrojovka Brno                        | 9 × 19 mm Parabellum | Czechosłowacja |
| Pistolet maszynowy Suomi         | Suomi     | Tikkakoski                            | 9 × 19 mm Parabellum | Finlandia      |
| Pistolet maszynowy MAS 38        | MP 722(f) | Manufacture d'armes de Saint-Étienne  | 7,65 × 20 mm Long    | Francja        |
| Pistolet maszynowy Danuvia 39M   | MP 43(u)  | Danuvia Gépgyár                       | 9 × 25 mm Mauser     | Węgry          |
| Pistolet maszynowy Beretta M1938 | MP 739(i) | Fabbrica d'Armi Pietro Beretta S.p.A. | 9 × 19 mm Parabellum | Włochy         |
| Pistolet maszynowy PPSz          | MP 717(r) |                                       | 7,62 × 25 mm TT      | ZSRR           |
| Pistolet maszynowy PPS           | MP 719(r) |                                       | 7,62 × 25 mm TT      | ZSRR           |